# Anastásia (1956)
Anastasia (prt: Anastasia, ou Anastásia; bra: Anastacia - A Princesa Esquecida, ou Anastacia, a Princesa Esquecida, ou Anastásia, a Princesa Esquecida, ou Anastásia) é um filme estadunidense de 1956, dos gêneros ficção histórica e drama biográfico, dirigido por Anatole Litvak, com roteiro de Arthur Laurents e Guy Bolton baseado na peça teatral homônima de Marcelle Maurette.

## Resumo

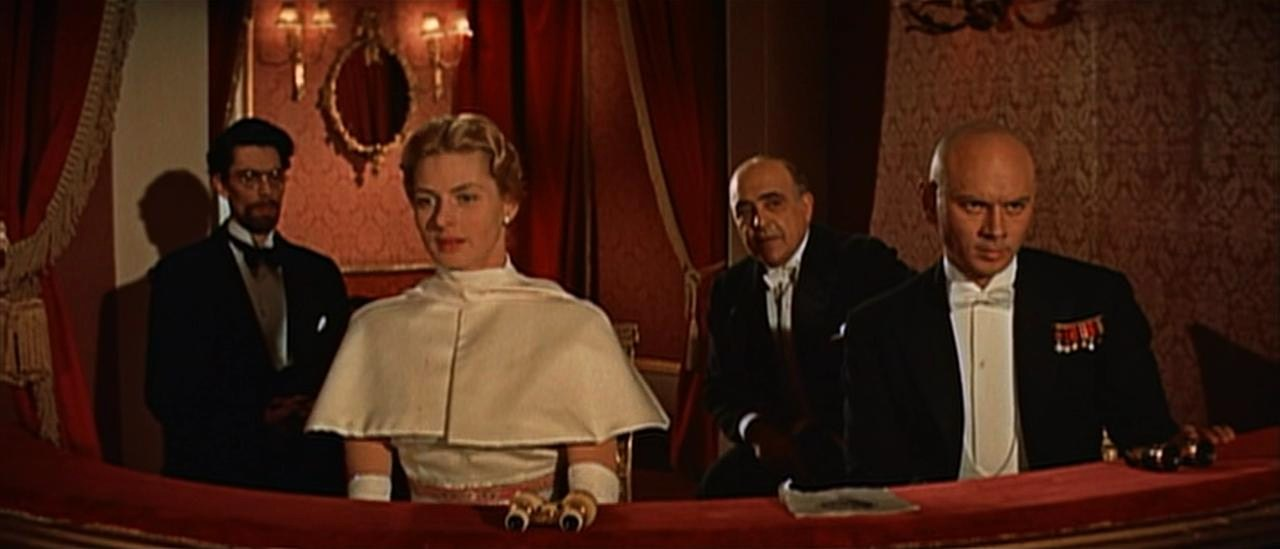
Ingrid Bergman e Yul Brynner em cena do filme

Paris, 1926. O General Bounine, a serviço dos nobres expulsos da Rússia pela Revolução de 1917, está à procura de Anastácia, filha do tsar Nicolau 2.º, a única pessoa que pode liberar milhões de libras bloqueadas pelos bancos suíços.
Ele descobre uma mulher que perdeu a sua memória e que tem uma aparência muito parecida com Anastácia. Educa-a, para poder representar o papel de grã-duquesa, pois já não espera encontrar a verdadeira. Mas a moça se sai melhor do que o esperado e a dúvida aparece: será mesmo ela uma impostora?

## Elenco
- Ingrid Bergman.... Anastásia
- Yul Brynner.... general Bounine
- Helen Hayes.... imperatriz Dagmar da Dinamarca
- Akim Tamiroff.... Chernov
- Martita Hunt.... baronesa Von Livenbaum
- Felix Aylmer.... Chamberlain
- Sacha Pitoëff.... Petrovin
- Ivan Desny.... príncipe Paul
- Natalie Schafer.... Lissemskaia
- Grégoire Gromoff.... Stepan
- Karel Stepanek.... Vlados
- Ina De La Haye.... Marusia
- Katherine Kath.... Maxime

## Prêmios e indicações
| Premiação                  | Categoria                | Recipiente                  | Resultado |
| -------------------------- | ------------------------ | --------------------------- | --------- |
| Oscar 1957                 | Melhor atriz             | Ingrid Bergman              | Venceu    |
| Oscar 1957                 | Melhor trilha sonora     | Alfred Newman               | Indicado  |
| Prêmios Globo de Ouro 1957 | Melhor atriz - drama     | Ingrid Bergman              | Venceu    |
| Prêmios Globo de Ouro 1957 | Melhor atriz - drama     | Helen Hayes                 | Indicado  |
| BAFTA 1957                 | Melhor roteiro britânico | Arthur Laurents, Guy Bolton | Indicado  |